# Termometrie

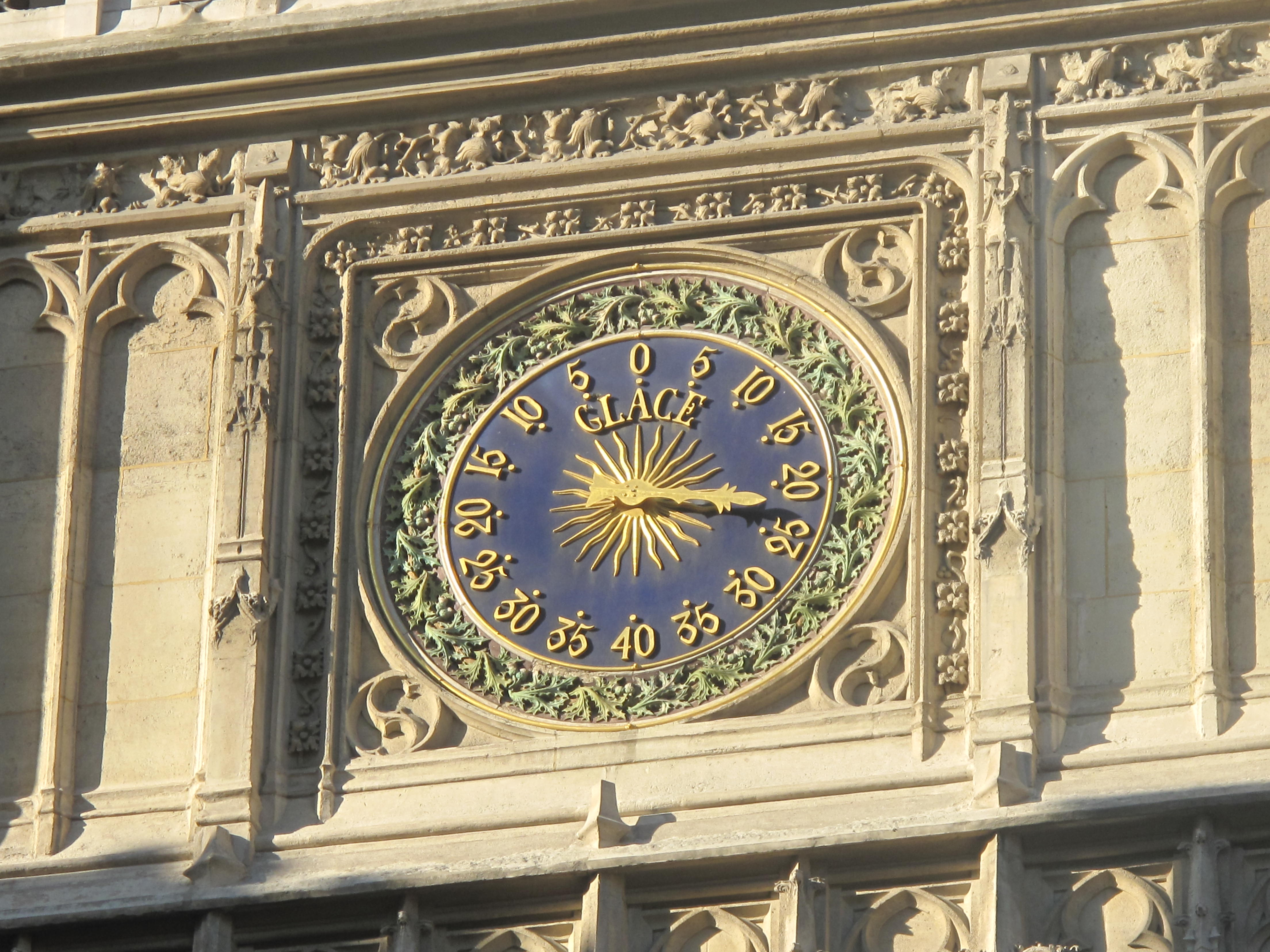
Termometrul din turnul bisericii Saint-Germain-l'Auxerrois din Paris.

Termometria este o ramură a fizicii experimentale care are ca obiect de studiu metodele și instrumentele de măsurare a temperaturii corpurilor. Este o disciplină practică, fundamentată teoretic prin legile termodinamicii și are aplicații în multiple domenii științifice, tehnice, industriale etc.
Temperatura este una din cele șapte mărimi fizice fundamentale ale SI având unitatea de măsură kelvin, ea este o mărime intensivă legată de energia internă a corpurilor. Din cauza unor constrângeri date de legile termodinamicii, definirea unităților de măsură pentru temperatură este posibilă numai prin alegerea a două stări termice perfect reproductibile ale unei substanțe, numite puncte de reper termometric sau puncte fixe, și atribuind arbitrar valori ale temperaturii pentru cele două stări. Prin raportarea valorii intervalului de temperatură la un număr se poate defini unitatea de măsură pentru temperatură. De-a lungul timpului, în funcție de punctele de reper termometric avute în vedere, au fost construite diverse scări termometrice, numite scări empirice, cărora le corespund unități de măsură proprii. Cele mai cunoscute sunt scările Kelvin, Celsius, Fahrenheit și Rankine dintre care scara Kelvin, numită și scară de temperatură termodinamică este o scară remarcabilă datorită faptului că are originea în punctul numit zero absolut, adică cea mai mică temperatură care poate exista în natură; motiv pentru care unitatea ei de măsură a fost adoptat ca unitate fundamentală.
Termometria impune o serie de cerințe, atât asupra instrumentelor de măsură cât și metodei de măsurare, cerințe care rezultă din caracterul procesului de măsurare și proprietățile termodinamice ale sistemului. Instrumentul de măsură trebuie să fie în echilibru termodinamic cu mediul sau corpul al cărui temperatură se măsoară, din această cauză capacitatea calorică a instrumentului trebuie să fie neglijabilă față de capacitatea calorică a corpului de măsurat. Pentru asigurarea univocității și proporționalității valorilor măsurate, metoda de măsurare trebuie să se bazeze pe utilizarea unor fenomene fizice descrise de legi date prin relații lineare în temperatură.
Instrumentul cu ajutorul căruia se determină temperatura corpurilor sau mediilor cu care vine în contact se numește termometru. În principiu este alcătuit dintr-un corp termometric, caracterizat de o mărime fizică, numit mărime termometrică, ce variază cu temperatura după o anumită lege fizică. Există o foarte mare varietate de termometre, construite pentru diverse domenii de măsurare și de utilizare. În funcție de corpul termometric, există termometre cu gaz, lichid sau solid (metale sau semimetale); după natura mărimii termometrice respectiv legea fizică, există termometre mecanice, electrice, magnetice, de radiații și altele.

## Istoricul termometriei

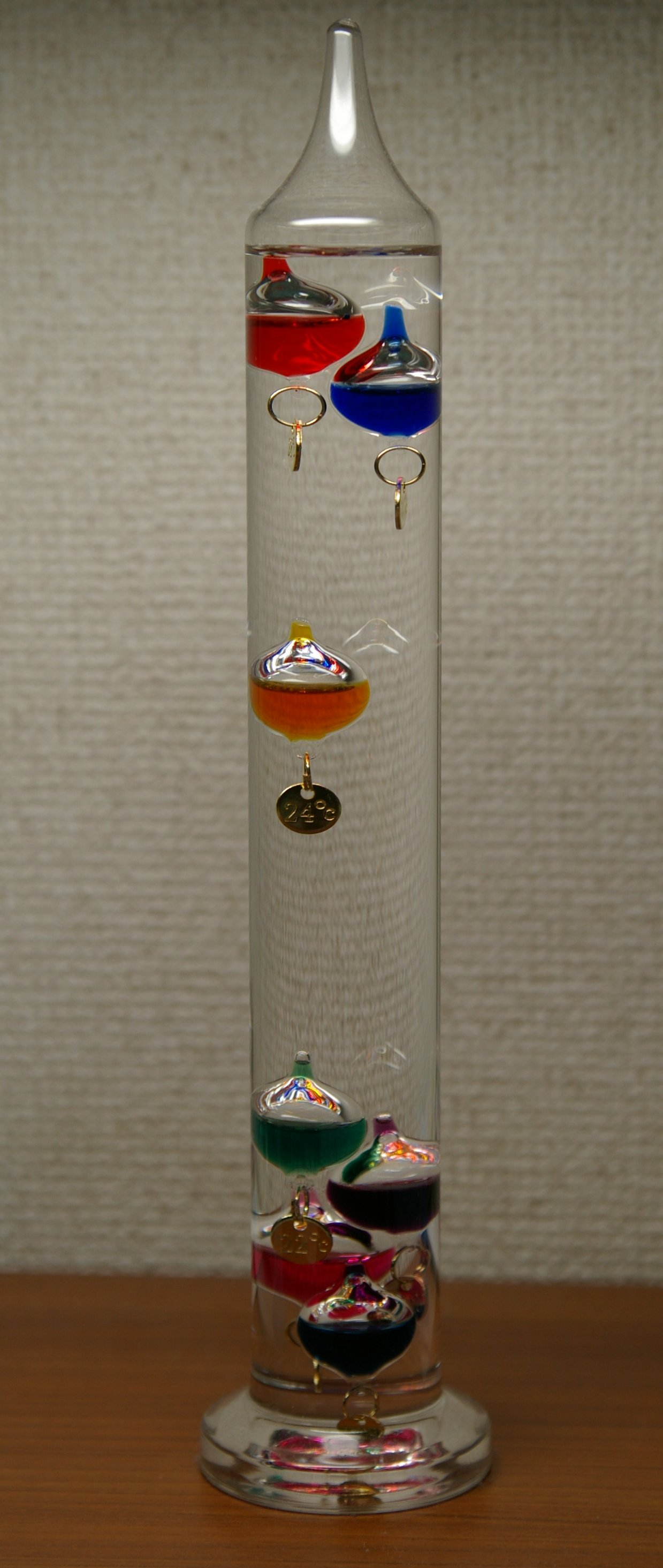
Termoscop de tip Galileo indicând 24 deoarece balonul respectiv plutește la mijloc.

Temperatura și măsurarea ei fiind concepte fundamentale ale termodinamicii, istoria termometriei este strâns legată de cea a termodinamicii.
Philon din Bizanț și Heron din Alexandria știau că unele substanțe, ca aerul, se dilată sau se contractă, ridicând apa în tuburi închise la un capăt și scufundate cu celălalt în apă.
În 1592–1593 Galileo Galilei construiește un termoscop,
care indica variațiile de temperatură prin variația volumului unei mase de aer închise într-un balon. Prin contracție aerul trăgea apa într-un tub subțire. Tot el a construit aparate în care mici baloane de sticlă se ridicau sau coborau în alcool la variația temperaturii (v. fig. alăturată).
Tipul de aparat cu balon și capilară era destul de comun în epocă, Jan Baptista van Helmont (1577–1644) utiliza în aceeași perioadă un aparat similar.
La fel, în 1712 Santorio Santorio (1561–1636), în 1621 Cornelis Drebbel (1572–1633), care îl numea „barotermoscop”, iar Dr. Robert Fludd (1574–1637) îl numea „spaeculum”. Aceste instrumente n-aveau scală, nu indicau de fapt temperatura, ci doar variația ei.
În plus, indicațiile termoscoapelor erau eronate datorită variației presiunii atmosferice.
Pentru a deveni termometre, termoscoapele trebuiau prevăzute cu o scală gradată. Cuvântul termometru apare pentru prima dată în franceză thermomètre în anul 1624, în lucrarea La Récréation Mathématique de J. Leurechon, unde este descris unul cu o scară cu 8 gradații,
însă procupările de gradare sunt mai vechi.
Prioritatea atașării scalei este revendicată de diverse surse. Se afirmă că ar fi Giovanni Francesco Sagredo (1571–1620)
sau Santorio Santorio
în jurul anilor1611–1613.
De asemenea, în 1638, după moartea lui Robert Fludd, în notițele sale s-a găsit ceva care poate fi interpretat drept o scală atașată unui termoscop.
Toate acestea sunt la baza revendicărilor inventării termometrului, însă se pare că a fost vorba de o evoluție treptată, mulți contribuind la cristalizarea soluțiilor.
Altă problemă era găsirea unui principiu de măsurare unde indicația instrumentului să nu depindă de presiune, iar aceasta a fost termometrul cu lichid. În 1654 Ferdinando II de' Medici (1610–1670), Mare duce de Toscana, face la Accademia del Cimento un balon cu capilară etanș, umplut cu alcool, primul termometru modern.
Etalonarea s-a făcut notând cu „0” nivelul atins când aparatul era plasat într-o pivniță adâncă, însă diviziunile deasupra și dedesubtul lui 0 erau arbitrare.

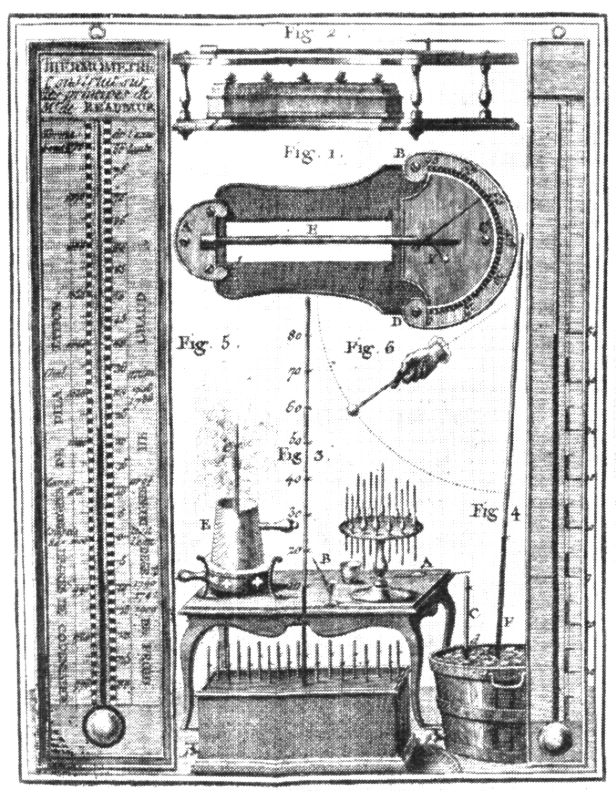
Termometre din secolul al XVIII-lea.

Robert Boyle (1627–1691) a fost primul care a propus ca punct fix punctul de înghețare al apei.
În 1665 Christiaan Huygens (1629–1695) a propus drept capete ale scării punctele de îngheț, respectiv de fierbere ale apei, iar în 1694 Carlo Renaldini (1615–1698) de la Accademia del Cimento a propus împărțirea acestui interval în părți egale și extrapolarea scării. Inițial propunerea n-a avut succes, deoarece temperatura de fierbere a apei depinde de presiune,
influențată de altitudinea locului unde se făcea experiența.
Guillaume Amontons (1663–1705) a construit în 1695 un termometru bazat pe variațiile de presiune ale unei mase constante de aer, precursor al termometrului actual cu hidrogen. Acest termometru avea scala gradată pe baza celor două puncte fixe propuse.
Isaac Newton (1643–1727) a construit în 1701 un termometru a cărei scală avea șase puncte fixe: punctul de înghețare al apei, temperatura corpului uman, punctul de topire al cerii, cel de fierbere al apei, cel de topire al unui anumit aliaj și cel de topire al plumbului.

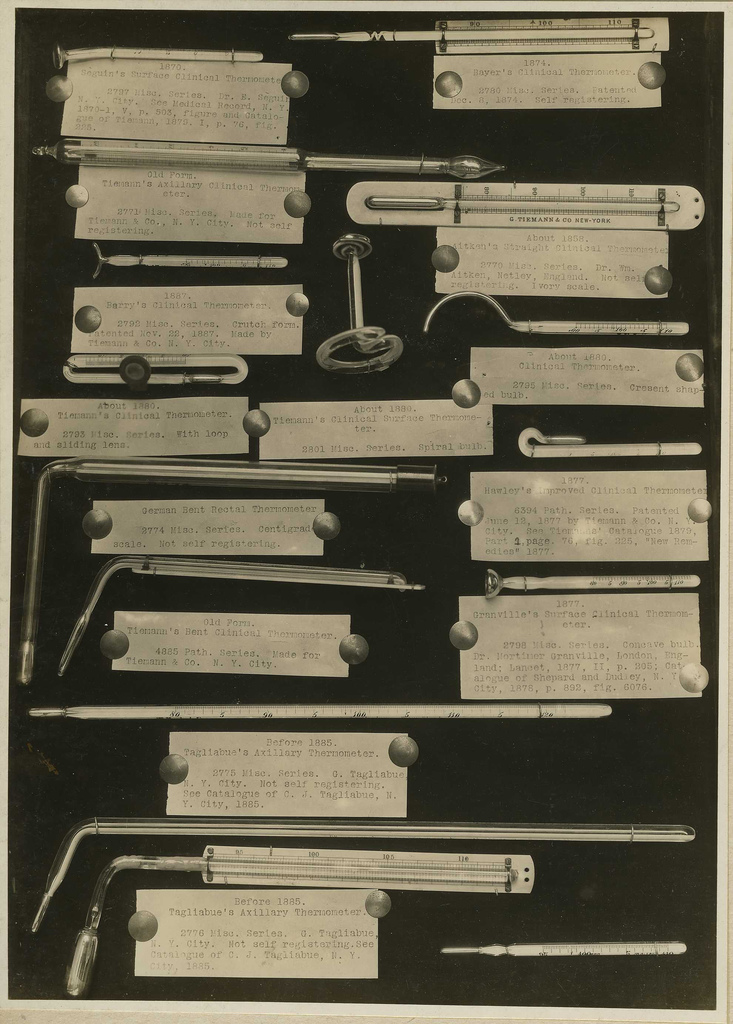
Diverse termometre cu mercur de uz medical, c. 1800.

În 1701 Ole Rømer (1644–1710) construiește un termometru cu lichid folosind în acest scop vin roșu și îl etalonează folosind un amestec de gheață și sare de bucătărie, amestec care genera o temperatură de -14 °C. El este vizitat în 1708 de Daniel Gabriel Fahrenheit (1686–1736), care-i preia metoda și construiește în 1709 un termometru cu alcool. În 1714 el reușește să construiască un termometru cu mercur, lichid propus în 1680 de Edmond Halley (1656–1742), având scala gradată pe baza acelorași puncte ca și cel al lui Amontons, însă a atribuit punctului de înghețare al apei valoarea de 32 °F, iar celui de fierbere 212 °F.
Inițial el a atribuit punctul „0” temperaturii unui amestec format din părți masice egale de sare de bucătărie și gheață care se topește și punctul „12” temperaturii corpului uman. Fiecare din cele 12 intervale le-a divizat apoi în 8 subdiviziuni, temperatura corpului uman fiind în final considerată 96 °F. În 1730 René-Antoine Ferchault de Réaumur (1683–1757) construiește un termometru veritabil cu alcool și propune o scară mai simplă (0 º – 80 º), iar Celsius (1701–1744) propune în 1742 scara centezimală,
însă cu punctele inversate: 100 º pentru punctul de topire al gheții și 0 º pentru punctul de fierbere al apei.
Punctele vor fi inversate în 1744 de către Carl Linné (1707–1778), rezultând scara Celsius (0 º – 100 º) folosită astăzi.
În 1848 William Thomson (1824–1907) a introdus scara de temperatură absolută, cu gradația „0” la zero absolut.
Diferite instrumente de măsurare a temperaturii au fost inventate astfel: în 1821 Thomas Johann Seebeck (1770–1831) descoperă efectul Seebeck, respectiv termocuplul, în 1864 Antoine Henri Becquerel (1852–1908) propune pirometrul optic, construit efectiv în 1892 de Henry Louis Le Chatelier (1850–1936), în 1871 Carl Wilhelm Siemens (1823–1883) descrie termometrul cu rezistență, iar în 1930 Samuel Ruben (1900–1988) inventează termistorul.

## Temperatură
Simțul tactil este procedeul cel mai simplu prin care se apreciază diferența dintre corpurile fierbinți de cele reci. Acesta constituie simțul nostru al temperaturii. Prin simpla pipăire a unor corpuri, ele se pot aranja în ordinea gradului de încălzire a lor. Procedeul acesta, este extrem de subiectiv și impropriu scopurilor științifice sau practice. În 1790 John Locke a demonstrat printr-un experiment simplu nesiguranța acestei metode. Judecata oamenilor, bazată pe simțuri, asupra temperaturii poate fi eronată, iar intervalul de temperaturi care se poate aprecia pe baza simțurilor este extrem de limitat. Pentru necesitățile științei a fost nevoie de elaborarea unei metodologii numerice obiective a măsurării temperaturii.
Introducerea conceptului riguros asupra mărimii fizice temperatură se face în cadrul termodinamicii pe baza principiului zero care afirmă existența unei mărimi scalare numită temperatură, care reprezintă o proprietate a tuturor sistemelor termodinamice, aflate în stări de echilibru, astfel încât egalitatea temperaturilor este o condiție necesară și suficientă pentru realizarea stării de echilibru. Afirmația aceasta este echivalentă cu formularea care exprimă tranzitivitatea echilibrului termic: Dacă A și B sunt două sisteme aflate în echilibru termic cu un al treilea sistem C, atunci A și B sunt în echilibru termic unul cu altul. Temperatura unui sistem este o proprietate care după un anumit timp atinge aceeași valoare ca cea a altor sisteme atunci când toate aceste sisteme sunt puse în contact termic. Acest concept este în concordanță cu experiența comună referitoare la temperatură ca măsură a gradului de încălzire sau răcire a corpurilor, deorece în limita capacității de apreciere pe baza simțului, gradul de încălzire al tuturor sistemelor (corpurilor) devine același după ce ele au fost puse în contact suficient de mult timp.

## Bazele fizice ale măsurării temperaturilor

### Scări de temperatură empirice
|                 | kelvin                                                                  | grad Celsius                                                | grad Fahrenheit                                                       | grad Rankine                                                     | grad Réaumur                                               | grad Rømer                                                          | grad Newton                                                 | grad Delisle                                              |
| --------------- | ----------------------------------------------------------------------- | ----------------------------------------------------------- | --------------------------------------------------------------------- | ---------------------------------------------------------------- | ---------------------------------------------------------- | ------------------------------------------------------------------- | ----------------------------------------------------------- | --------------------------------------------------------- |
| kelvin          | {\displaystyle K=K}                                                     | {\displaystyle K=C+273,15}                                  | {\displaystyle K=(F+459,67)}{\displaystyle \textstyle {\frac {5}{9}}} | {\displaystyle K=Ra}{\displaystyle \textstyle {\frac {5}{9}}}    | K = Re {\displaystyle \textstyle {\frac {5}{4}}} + 273,15  | K = (Ro - 7,5){\displaystyle \textstyle {\frac {40}{21}}} + 273,15  | K = N {\displaystyle \textstyle {\frac {100}{33}}} + 273,15 | K = 373,15 - De {\displaystyle \textstyle {\frac {2}{3}}} |
| grad Celsius    | {\displaystyle C=K-273,15}                                              | {\displaystyle C=C}                                         | C = (F - 32) {\displaystyle \textstyle {\frac {5}{9}}}                | C = (Ra - 491,67) {\displaystyle \textstyle {\frac {5}{9}}}      | C = Re {\displaystyle \textstyle {\frac {5}{4}}}           | C = (Ro - 7,5) {\displaystyle \textstyle {\frac {40}{21}}}          | C = N {\displaystyle \textstyle {\frac {100}{33}}}          | C = 100 - De{\displaystyle \textstyle {\frac {2}{3}}}     |
| grad Fahrenheit | {\displaystyle F=K} {\displaystyle \textstyle {\frac {9}{5}}} - 459,67  | F = C {\displaystyle \textstyle {\frac {9}{5}}} + 32        | {\displaystyle F=F}                                                   | {\displaystyle F=Ra-459,67}                                      | F = Re {\displaystyle \textstyle {\frac {9}{4}}} + 32      | F = (Ro - 7,5) {\displaystyle \textstyle {\frac {24}{7}}} + 32      | F = N {\displaystyle \textstyle {\frac {60}{11}}} + 32      | F = 121 - De {\displaystyle \textstyle {\frac {6}{5}}}    |
| grad Rankine    | {\displaystyle Ra=K} {\displaystyle \textstyle {\frac {9}{5}}}          | Ra = (C + 273,15) {\displaystyle \textstyle {\frac {9}{5}}} | {\displaystyle Ra=F+459,67}                                           | {\displaystyle Ra=Ra}                                            | Ra = Re {\displaystyle \textstyle {\frac {9}{4}}} + 491,67 | Ra = (Ro - 7,5) {\displaystyle \textstyle {\frac {24}{7}}} + 491,67 | Ra = N {\displaystyle \textstyle {\frac {60}{11}}} + 491,67 | Ra = 171,67 - De{\displaystyle \textstyle {\frac {5}{6}}} |
| grad Réaumur    | {\displaystyle Re=(K-273,15)} {\displaystyle \textstyle {\frac {4}{5}}} | Re = C {\displaystyle \textstyle {\frac {4}{5}}}            | Re = (F - 32) {\displaystyle \textstyle {\frac {4}{9}}}               | Re = (Ra - 491,67) {\displaystyle \textstyle {\frac {4}{9}}}     | {\displaystyle Re=Re}                                      | Re = (Ro - 7,5) {\displaystyle \textstyle {\frac {32}{21}}}         | Re = N {\displaystyle \textstyle {\frac {80}{33}}}          | Re = 80 - De{\displaystyle \textstyle {\frac {8}{15}}}    |
| grad Rømer      | Ro =(K - 273,15) {\displaystyle \textstyle {\frac {21}{40}}} +7,5       | Ro = C {\displaystyle \textstyle {\frac {21}{40}}} +7,5     | Ro = (F - 32) {\displaystyle \textstyle {\frac {7}{24}}} +7,5         | Ro = Ra - 491,67 {\displaystyle \textstyle {\frac {7}{24}}} +7,5 | Ro = Re {\displaystyle \textstyle {\frac {21}{32}}} +7,5   | {\displaystyle Ro=Ro}                                               | Ro = N {\displaystyle \textstyle {\frac {35}{22}}} +7,5     | Ro = 60 - De{\displaystyle \textstyle {\frac {7}{20}}}    |
| grad Newton     | N = (K - 273,15) {\displaystyle \textstyle {\frac {33}{100}}}           | N = C {\displaystyle \textstyle {\frac {33}{100}}}          | N = (F - 32) {\displaystyle \textstyle {\frac {11}{60}}}              | N = (Ra - 491,67) {\displaystyle \textstyle {\frac {11}{60}}}    | N = Re {\displaystyle \textstyle {\frac {33}{80}}}         | N = (Ro - 7,5) {\displaystyle \textstyle {\frac {22}{35}}}          | {\displaystyle N=N}                                         | N = 33 - De {\displaystyle \textstyle {\frac {11}{50}}}   |
| grad Delisle    | De = (373,15 - K) {\displaystyle \textstyle {\frac {3}{2}}}             | De = (100 - C) {\displaystyle \textstyle {\frac {5}{6}}}    | De = (121 - F) {\displaystyle \textstyle {\frac {3}{2}}}              | De = (671,67 - Ra) {\displaystyle \textstyle {\frac {6}{5}}}     | De = (80 - Re) {\displaystyle \textstyle {\frac {8}{15}}}  | De = (60 - Ro) {\displaystyle \textstyle {\frac {20}{7}}}           | De = (33 - N) {\displaystyle \textstyle {\frac {50}{11}}}   | {\displaystyle De=De}                                     |

## Termometre uzuale
Intervalele de temperaturi pentru care se fabrică termometre uzuale de diverse tipuri sunt următoarele:

### Termometre de contact

#### Termometre cu lichid

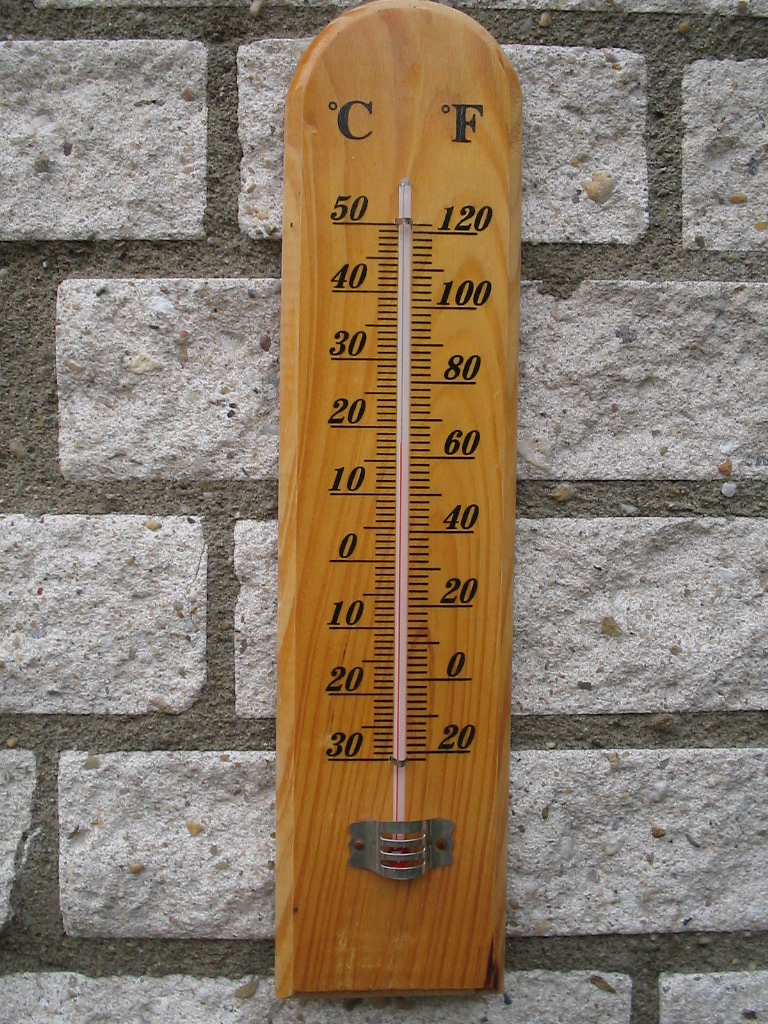
Termometru cu alcool, gradat atât în grade Celsius, cât și în grade Fahrenheit.

În funcție de lichidul folosit drept corp termometric, termometrele cu lichid pot fi:
- termometre cu mercur,
- termometre cu alcool,
- termometre cu pentan.

#### Indicatoare de temperatură

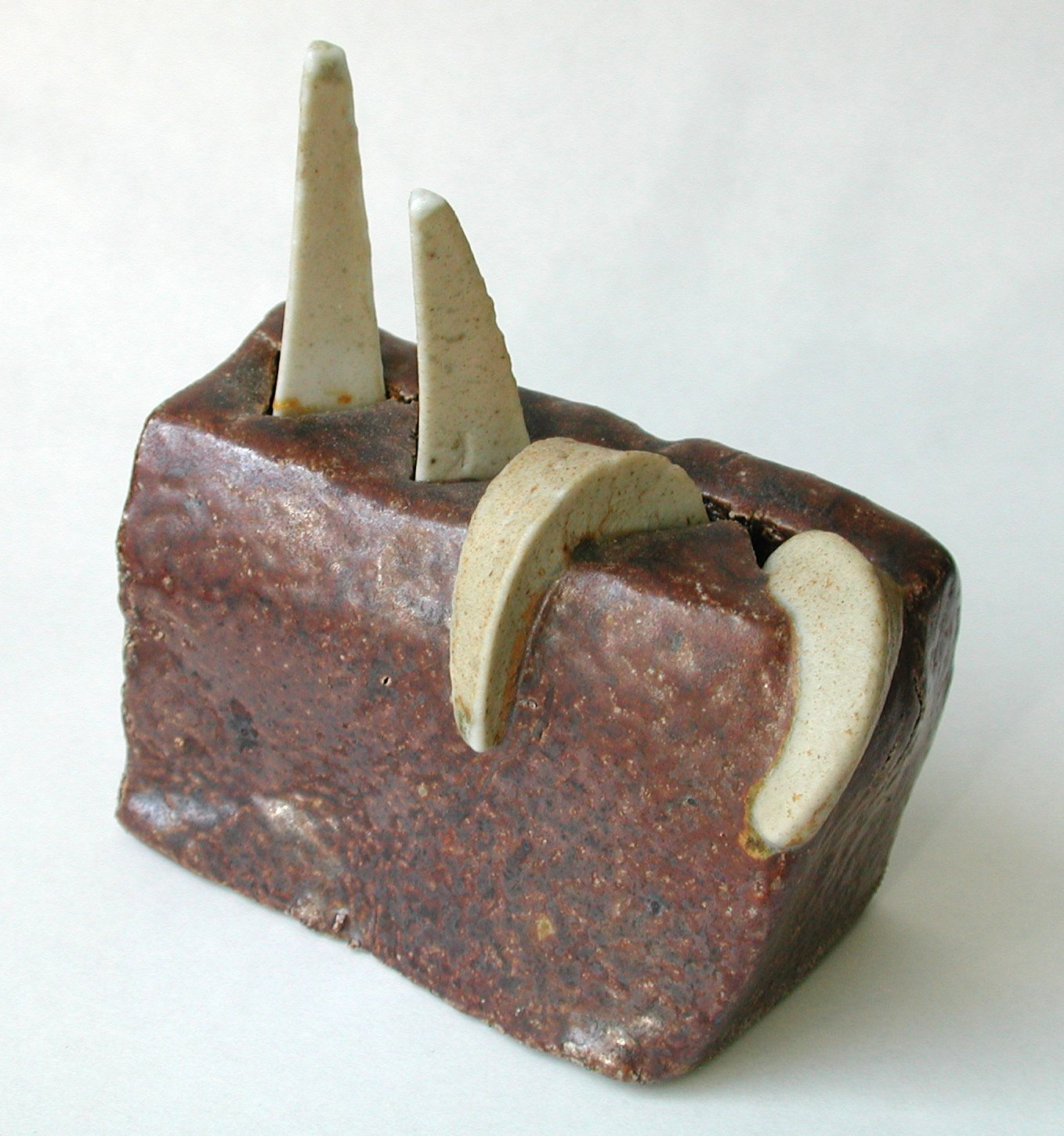
Conuri Seger după utilizare.

La arderea ceramicii, temperatura din cuptoare trebuie să aibă o valoare foarte exactă, în limita unei plaje de câteva grade. În afară de măsurarea ei cu termocupluri sau cu pirometre se pot folosi indicatoare de temperatură. Acestea sunt mici trunchiuri de piramidă alungite, confecționate din diferite materiale ceramice care se înmoaie și se topesc la o anumită temperatură în funcție de compoziție. După numele inventatorului sau al producătorului sunt cunoscute drept conuri Seger, conuri Orton etc. 
Domeniul de temperaturi acoperit de aceste indicatoare este 600 – 2000 °C. Plasând în cuptor mai multe asemenea conuri de compoziții diferite, cele a căror temperatură de control este mai mare decât temperatura din cuptor vor rămâne nedeformate, cele a căror temperatură de control este mai mică decât temperatura din cuptor se vor muia complet și se vor așterne pe suport, iar cele a căror temperatură de control este egală cu cea a cuptorului se vor deforma într-un arc caracteristic, vârful lor atingând suportul. Actual aceste indicatoare servesc ca element de verificare a bunei funcționări a aparaturii electronice de menținere a temperaturii în cuptor.

### Termometre de telemăsură

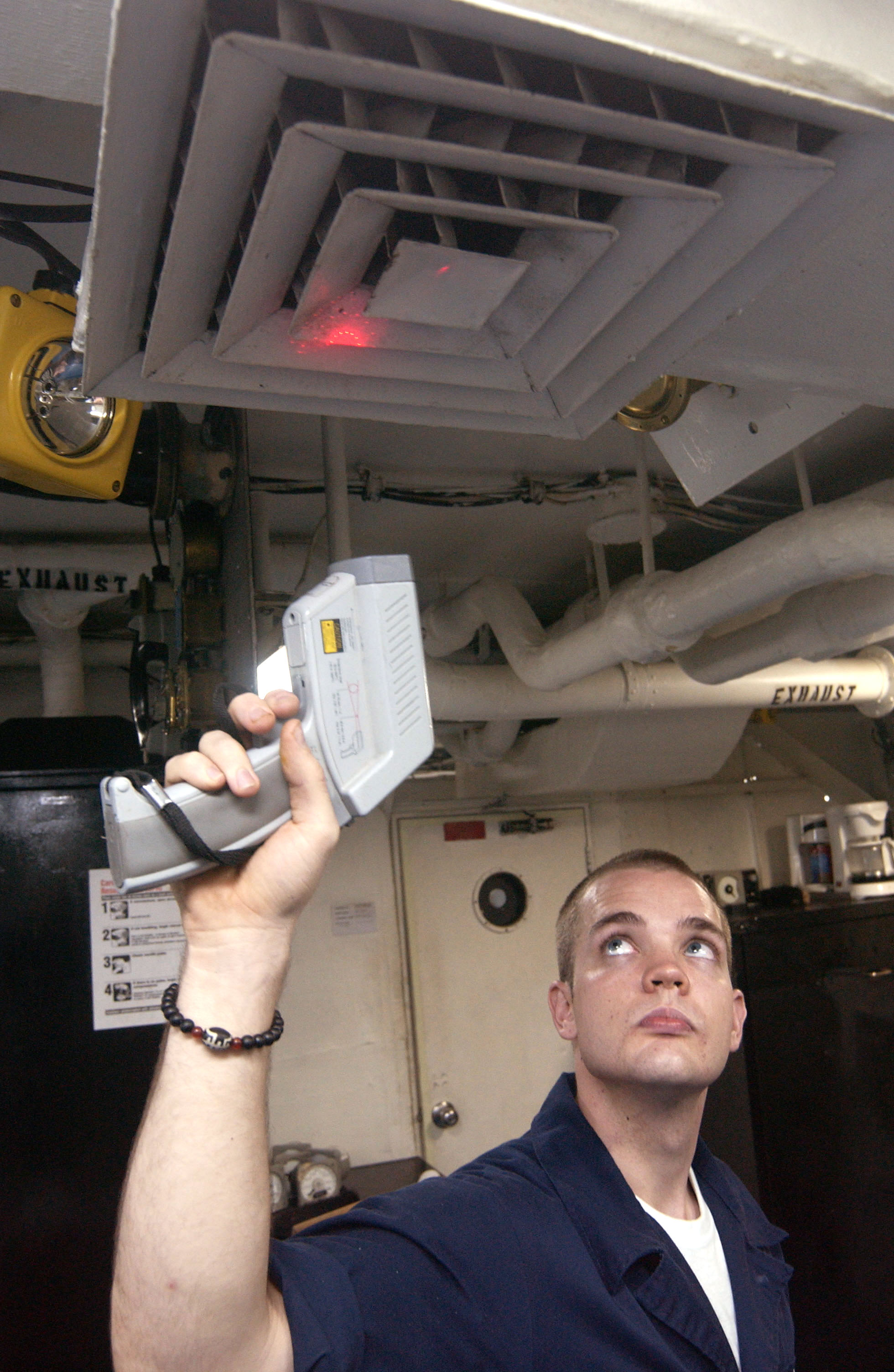
Măsurarea fără contact a temperaturii sistemului de ventilație pe o navă.

Sunt instrumente de măsurare a temperaturii prin metode fără contact, pe baza legilor radiației termice. Uzual sunt numite pirometre.
Există mai multe tipuri de pirometre, dintre care cele mai folosite sunt următoarele.
- Pirometrele de radiație totală,  folosite curent la măsurarea temperaturilor până la 900 °C prin vizare cu un spot laser și peste această temperatură (când spotul laser nu mei este vizibil datorită faptului că corpurile devin strălucitoare), până la 3000 °C prin vizare optică printr-o lunetă.[16] Funcționarea acestor pirometre se bazează pe măsurarea radiației emise de suprafața corpului a cărui temperatură se măsoară.[17] Avantajul acestor pirometre este obiectivitatea și posibilitatea de a fi folosite ca înregistratoare.

- Pirometrele optice cu dispariția filamentului, numite și pirometre optice monocromatice, folosite curent la măsurarea temperaturilor corpurilor când acestea emit lumină vizibilă, adică peste 700 °C. Aceste pirometre compară luminanța corpului a cărui temperatură se măsoară cu luminanța filamentului încălzit al unei lămpi pirometrice etalon. Constatarea egalității se face optic, prin apreciere de către om, ceea ce introduce un oarecare factor de subiectivitate, dar principala sursă de erori nu este asta, ci faptul că temperatura de luminanță a Wolframului (din care este fabricat filamentul lămpii etalon) este mai mică (1591 K față de 1700 K[18]) față de temperatura corpului măsurat.[19] Avantajul acestor pirometre este că pot măsura temperatura suprafețelor foarte mici, de la distanțe considerabile.

- Pirometre de culoare determină temperatura de culoare a corpului a cărui temperatură se măsoară. Acestea determină deplasarea maximului radiației în funcție de temperatură cunform legii lui Wien. Determinarea temperaturii de culoare se poate face vizual, comparând culoarea cu cea a unei lămpi pirometrice etalon, sau automat, cu două fotocelule în două benzi, de obicei roșu și verde (pirometre bicolore). Aceste pirometre tind să înlocuiască pe cele monocromatice, deoarece temperatura de culoare a filamentului de Wolfram al lămpilor pirometrice este mai apropiată de temperatura de culoare a corpului măsurat (1719 K față de 1700 K[18]) și corecțiile introduse au un grad de certitudine mai ridicat.[20]

## Măsurarea temperaturilor extreme

### Măsurarea temperaturilor criogenice
În tehnică, prin temperaturi criogenice se înțeleg temperaturi sub cea de lichefiere a unor gaze care prezintă interes industrial, începând cu metanul. Convențional, se consideră temperaturi criogenice cele sub 120 K.
Temperaturi peste 3 K
Termometrul etalon pentru aceste temperaturi este termometrul cu rezistență de platină.
Măsurarea practică a temperaturilor criogenice se poate face cu termocupluri. Temperaturi începând cu cea de fierbere a azotului (77 K) se pot măsura chiar și cu termocupluri comune de tip J (fier-constantan),
Pentru domeniul combustibililor criogenici (20 K), temperaturile peste 3 K se pot măsura cu termocupluri de tip K (cromel-alumel),
de tip T (cupru-constantan),
însă mai potrivite sunt cele de tip E (cromel-constantan).
Temperaturi sub 5 K

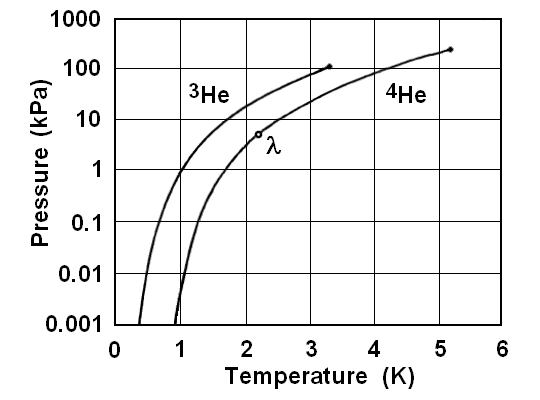
Presiunea de saturație a ^{3}He și ^{4}He în funcție de temperatură.

Termometrele etalon pentru măsurarea temperaturilor sub 5 K sunt cele cu presiune de vapori de heliu.
În ITS-90 temperatura {\displaystyle T_{90}\,} între 0,65 K și 5,0 K este definită prin relația dintre temperatură și presiunea de saturație {\displaystyle p\,} a 3He (heliu-3) și a 4He (heliu-4). Punctul critic al 4He este la 5,19 K, astfel că, practic, se pot măsura temperaturi cuprinse între 0,5 K și 5 K. La temperatura de 2,1768 K heliul-4 devine superfluid, ceea ce face ca el să nu fie folosit la măsurarea temperaturilor sub 0,65 K. Punctul critic al 3He este la 3,32 K și trece în stare superfluidă sub temperatura de 0,0026 K, astfel că este folosit la măsurarea temperaturilor între 0,01 K și 3,2 K.
Formula de interpolare pentru temperatură-presiune pe curba de saturație la 3He și 4He este:
{\displaystyle T_{90}=\sum _{i=0}^{9}A_{i}\left[{\frac {\ln p-B}{C}}\right]^{i}}
unde presiunea este în Pa, iar pentru coeficienții Ai, B, C a se vedea articolul ITS-90. Pentru 4He, deși coeficienții aceastei relații sunt stabiliți pentru temperaturi de la 1,25 K în sus, relația este considerată valabilă începând de la temperatura de 0,5 K, chiar mai joasă decât cea de 0,65 K specificată de ITS-90.
Pentru 4He și temperaturi sub 1,25 K există o relație mai simplă, suficient de exactă:
{\displaystyle \ln p=i_{0}-{\frac {c_{L_{0}}}{RT}}+{\frac {5}{2}}\ln T}
unde {\displaystyle c_{L_{0}}\,} = 59,83 J/mol este căldura latentă de vaporizare la 0 K, {\displaystyle R\,} = 8,314510 J/mol K iar entalpia la temperatura de zero absolut este dată de relația:
{\displaystyle i_{0}=\ln((2\pi m)^{3/2}k^{5/2}h^{-3})\,}
unde {\displaystyle m\,} = 6,646×10-24 g este masa 4He, {\displaystyle k\,} este constanta Boltzmann, iar {\displaystyle h\,} este constanta Planck.
Măsurarea presiunii vaporilor se poate face cu diferite tipuri de manometre. Pentru măsurători obișnuite presiunea se poate măsura cu instrumente cu tub Bourdon, sau cu manometre cu coloană de mercur, a cărei înălțime se măsoară cu catetometrul. Pentru măsurători de precizie presiunea se poate măsura piezoelectric sau cu o diafragmă plasată imediat deasupra suprafeței lichidului.
O metodă practică de măsurare a temperaturilor criogenice este termometria magnetică, care se bazează pe măsurarea susceptibilității paramagnetice a unor săruri. 
Altă posibilitate practică este măsurarea cu ajutorul termistorilor.
Temperaturi ultrajoase

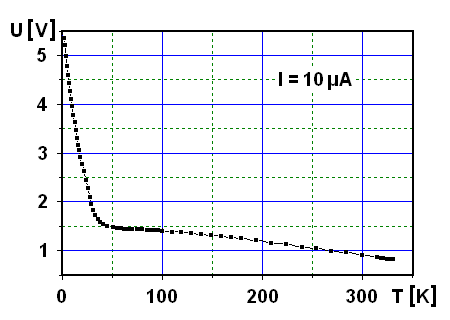
Tensiunea de deschidere a unei joncțiuni GaAlAs în funcție de temperatură.

Pentru domeniul temperaturilor ultrajoase (engleză ultra low temperature - ULT), adică sub 5 mK, drept senzori se pot folosi semiconductori. S-a observat că tensiunea de deschidere  a unei diode din GaAlAs începe să crească repede la temperaturi sub 35 K. Această sensibilitate rămâne suficientă și la curenți foarte mici, de ordinul pA, ceea ce face ca puterea disipată de diodă la temperaturi de ordinul a 50 mK să fie de câțiva pW. Asta permite folosirea lor ca senzori în băile de 3He și 4He. Pentru diferențe de tensiune de 1 μV (măsurabile inclusiv cu aparate de serie) se pot sesiza diferențe de temperatură de 0,1 mK.
Pentru măsurarea temperaturilor de ordinul nK (miliardimi de kelvin), cercetătorii folosesc latici optice laser pentru a răci atomi prin expansiune adiabatică. O viteză de deplasare de 7 mm/s a unui atom de cesiu indică o temperatură de c. 700 nK (recordul de temperatură minimă obținut în 1994 la NIST).

### Măsurarea temperaturilor foarte înalte
Definirea modului de măsurare a temperaturilor foarte înalte se face pe baza radiației termice a corpului negru, în speță prin formula lui Planck, cu o etalonare într-unul din punctele fixe:
{\displaystyle {\frac {L_{\lambda }(T)}{L_{\lambda }(T_{X})}}={\frac {e^{\frac {c_{2}}{\lambda T_{X}}}-1}{e^{\frac {c_{2}}{\lambda T}}-1}}}
unde {\displaystyle T_{X}\,} este una din temperaturile punctelor fixe ale argintului, aurului sau cuprului, {\displaystyle L_{\lambda }\,} sunt radianțele spectrale ale corpului negru pentru lungimea de undă {\displaystyle \lambda \,} la temperaturile respective, iar {\displaystyle c_{2}\,} = 0,014388 m K.
Termometrul etalon pentru acest domeniu este pirometrul de radiație monocromatică.
Temperatura stelelor
Unul din domeniile în care este nevoie de măsurarea temperaturilor foarte înalte este astronomia, unde interesează temperatura suprafeței stelelor. Acestea au temperaturi începând de la câteva mii de kelvini (supergigantele roșii din clasa M, ca Betelgeuse, c. 1900 K) și până la zeci de mii de kelvini (supergigantele albastre din clasa O, ca Eta Carinae, c. 40 000 K).
Metoda folosită este cea a pirometrului de culoare, iar aparatele folosite sunt fotometrele. În funcție de sistemul fotometric se măsoară radianța folosind diferite filtre monocromatice. De exemplu, conform sistemului fotometric UBV se măsoară radianța în benzile U (ultraviolet, λ = 365 nm), B (albastru, λ = 445 nm) și V (vizibil, λ = 551 nm).
Temperatura reacțiilor nucleare
Domeniul în care apar cele mai înalte temperaturi este cel al reacțiilor nucleare, unde ordinul de mărime al temperaturilor este de 100 MK la reacțiile de fisiune, respectiv 100 GK la reacțiile de fuziune. Ultimele se întâlnesc și în astrofizică, în cazul supernovelor. În experiențele de laborator aceste temperaturi se deduc din energia neutronilor, energie care este determinată cu spectrometre de neutroni rapizi.

## Etalonarea termometrelor
Etalonarea termometrelor uzuale se face prin comparare cu termometre etalon, care, la rândul lor, sunt gradate pe baza unor puncte fixe definite de Scara Internațională de Temperatură din 1990 (SIPT-90). SIT-90 folosește mai multe puncte fixe definite, toate bazate pe stări de echilibru termodinamic ale unui număr de 14 elemente chimice pure și unei substanțe compuse, apa. Multe puncte se bazează pe transformări de fază, în special de topire/solidificare a elementelor chimice pure. Cele mai joase puncte criogenice se bazează exclusiv pe relația dintre temperatură și presiunea de saturație a heliului și a izotopilor săi, în timp ce restul punctelor reci (sub temperatura camerei) se bazează pe punctele triple.
Acoperirea întregului domeniu al scării necesită mai multe tipuri diferite de termometre etalon, cum ar fi termometre manometrice cu heliu, termometre cu heliu gazos, termometre cu rezistență din platină standard, sau pirometre monocromatice.
Termocuplurile pot fi etalonate și în simulatoare electrice, însă metoda de etalonare efectiv la temperatură este mai bună decât metoda de etalonare prin comparare electrică în simulatoare.

### Aparate de etalonare

Aparat de etalonare uscată.

Un aparat de etalonare uscată este în principiu un cuptor tubular, echipat cu un element de încălzire, care oferă o zonă de temperatură constantă. Este destinat etalonării termocuplurilor de tip R și S. Cele mai bune aparate sunt echipate cu controlere electronice calibrate în 5 puncte fixe, ceea ce asigură acuratețea în toată gama de lucru. Gama de lucru a aparatului din imaginea alăturată este 150 – 1200 °C. Instalația se stabilizează termic după aproximativ o jumătate de oră, la temperaturi de ±2 °C față de temperatura dorită, cu precizia de ±0,1 °C la 150 °C și ±0,2 °C la 1200 °C. La unele aparate zona fierbinte poate fi folosită și drept etalon de tip corp negru, la aparatul din imagine precizia fiind de ±0,3 °C. Răcirea aparatului durează câteva ore. De obicei se pot etalona simultan până la 4 termocupluri.
Se pot construi instalații uscate și pentru alte game de temperaturi, de exemplu -30 – 140 °C, 30 – 300 °C și 50 – 700 °C.
Etalonarea termometrelor de sticlă și a oricăror alte termometre până la temperaturi de 700 °C. se poate face în aparate de etalonare cu baie lichidă, care sunt foarte asemănătoare cu cele pentru etalonare uscată.

### Sisteme de reproducere a punctelor fixe

Celulă de reproducere a punctului triplu al apei la Institutul Național de Metrologie al Japoniei.

Reproducerea punctului triplu al apei se face într-o celulă pentru punctul triplu al apei. Aceasta este o instalație de sticlă formată dintr-o eprubetă în care se plasează termometrul, înconjurată de o baie închisă în care se găsește apă VSMOW cu gheață, iar deasupra o zonă de vapori saturați.
Reproducerea punctelor de topire și solidificare al substanțelor etalon se face în aparatele cu baie, în care baia este realizată în celule speciale. Domeniile de temperaturi pentru care se construiesc sunt la fel ca pentru aparatele de etalonare uscată. Precizia și stabilitatea acestor celule este mai bună de ±0,01 °C, ceea ce permite comparații cu precizia de ±0,0002 °C. În astfel de aparate se pot reproduce punctele fixe pentru galiu, indiu, staniu, plumb, zinc, stibiu, aluminiu, argint și cupru.
Punctele de fierbere ale argonului sau azotului pot fi de asemenea reproduse în aparate de serie. Reproducerea punctelor criogenice sub 3 K necesită însă instalații mult mai complexe.